# Acanthobdella
Acanthobdella, rod kolutičavaca koji čini samostalnu porodicu i red u razredu pojasnika. Polstoje dvije vrste na sjevernoj palearktiku, od kojih jedna živi u na sjeveru Norveške pa do Kolime u Rusiji i Sjevernoj Americi (A. peledina) i druga na Kamčatki, dalekom ruskom istoku (A. livanowi) čiji je sinonim Paracanthobdella livanowi
Predstavnici roda Acanthobdella su paraziti na ribama.

## Vanjske poveznice
- The Scientific World Journal  Arhivirana inačica izvorne stranice od 29. srpnja 2023. (Wayback Machine)